# Stade de Gerland
A Stade de Gerland (vagy Stade Gerland) Franciaországban, Lyon városának Gerland negyedében található. A létesítmény többrendeltetésű, elsősorban az  Olympique Lyonnais használja labdarúgó bajnoki mérkőzésekre. A stadiont Tony Garnier építész tervezte, építésének kezdete 1913. Az első világháború alatt leállt az építés, 1919 és 1920 között német kártérítésből fejezték be. A stadionnak eredetileg nem volt védett nézőtere. 1960-tól jelentős átalakításon ment keresztül. A nézőtér kapacitásának növelése érdekében az atlétikai pályát szegélyező kerékpárutat megszüntették és a befogadóképességet 50 000 férőhelyre bővítették. Az 1938-as labdarúgó-világbajnokságra a FIFA előírásainak megfelelően további korszerűsítéseket végeztek. Megszüntették az atlétikai pályát is. A stadionban csak ülőhelyeket alakítottak ki, aminek a befogadóképessége így 41 044 fő lett, a nézőteret befedték. A város 1967-től történelmi emlékműként kezeli a létesítményt. 1972-ben itt rendezték a rögbi bajnokcsapatok világbajnokságát. 2007-ben a rögbi-világbajnokságnak adott otthont. A rekord nézőszám 48,552 fő volt 1982-ben az ősi rivális AS Saint-Étienne elleni mérkőzésen.
A pályán esett össze, majd halt meg röviddel a kórházba szállítása után Marc-Vivien Foé 2003-ban a Konföderációs kupán, egy Kolumbia elleni mérkőzésen.
Az Olympique Lyon 2016-ban átköltözött az új, Parc Olympique Lyonnais stadionba.